# Punjung (Merigi Sakti)
Punjung is een bestuurslaag in het regentschap Bengkulu Tengah van de provincie Bengkulu, Indonesië. Punjung telt 632 inwoners (volkstelling 2010).